# 오천석
오천석(吳天錫, 1901년 11월 12일∼1987년 10월 31일)은 대한민국의 교육인이다. 제8대 문교부 장관을 지냈다. 호는 천원(天園)이다.

## 생애
1932년부터 보성전문학교 교수로 재직하면서 강의·강연·논문 등으로 한국민족교육발전을 위하여 힘썼으나 일제의 탄압으로 중국 상해로 피신하였다. 광복과 함께 귀국하여 교육활동을 재개, 1945년부터 1948년까지 미군정청 문교부 차장·부장을 역임하면서 일제에 빼앗겼던 한국교육을 민주주의 초석 위에 재정립하는 일에 주도적인 구실을 하였다. 특히 교육계 원로들로 구성된 교육위원회를 조직하여 홍익인간의 교육목적 설정, 6·3·3·4제의 기간학제 제정, 국립서울대학교 창설 등을 주도하였고, 민주주의와 아동존중사상을 근간으로 하는 새교육운동을 추진하였다. 이후 대한교육연합회장, 한국교육학회장, 이화여자대학교 대학원장을 역임하였다.
1960년 제2공화국 문교부 장관을 역임하면서 교육대학 신설, 향토학교운동, 교과서 개편 등을 통하여 교육민주화를 추진하였다.
1987년 “나는 내 조국의 민주교육을 위하여 살고 일하다 가노라.”라는 말을 남기고 작고하였으며, 그의 장례는 한국초유의 교육인장으로 거행되었고, 국민훈장 무궁화장이 추서되었다.

## 학력
- 1925년 코넬 대학교 교육학 학사
- 1927년 노스웨스턴 대학 교육학 석사
- 1931년 콜럼비아 대학 철학 박사

## 경력
- 1950년 : 대한교육연합회장
- 1955년 ∼ 1960년 : 한국교육학회장
- 1955년 ∼ 1960년 : 이화여자대학교 대학원장
- 1960년 : 문교부 장관
- 1964년 ∼ 1967년 : 주 멕시코 대사
- 경희대학교 이사
- 상명여자대학교 이사
- 덕성여자대학교 이사

## 저서
- 《민주주의 교육의 건설》
- 《민족중흥과 교육》
- 《발전한국의 교육이념》
- 《스승》[1]
- 《오천석 교육사상문집》 전 10권